# コンスタンチン・ベンケンドルフ

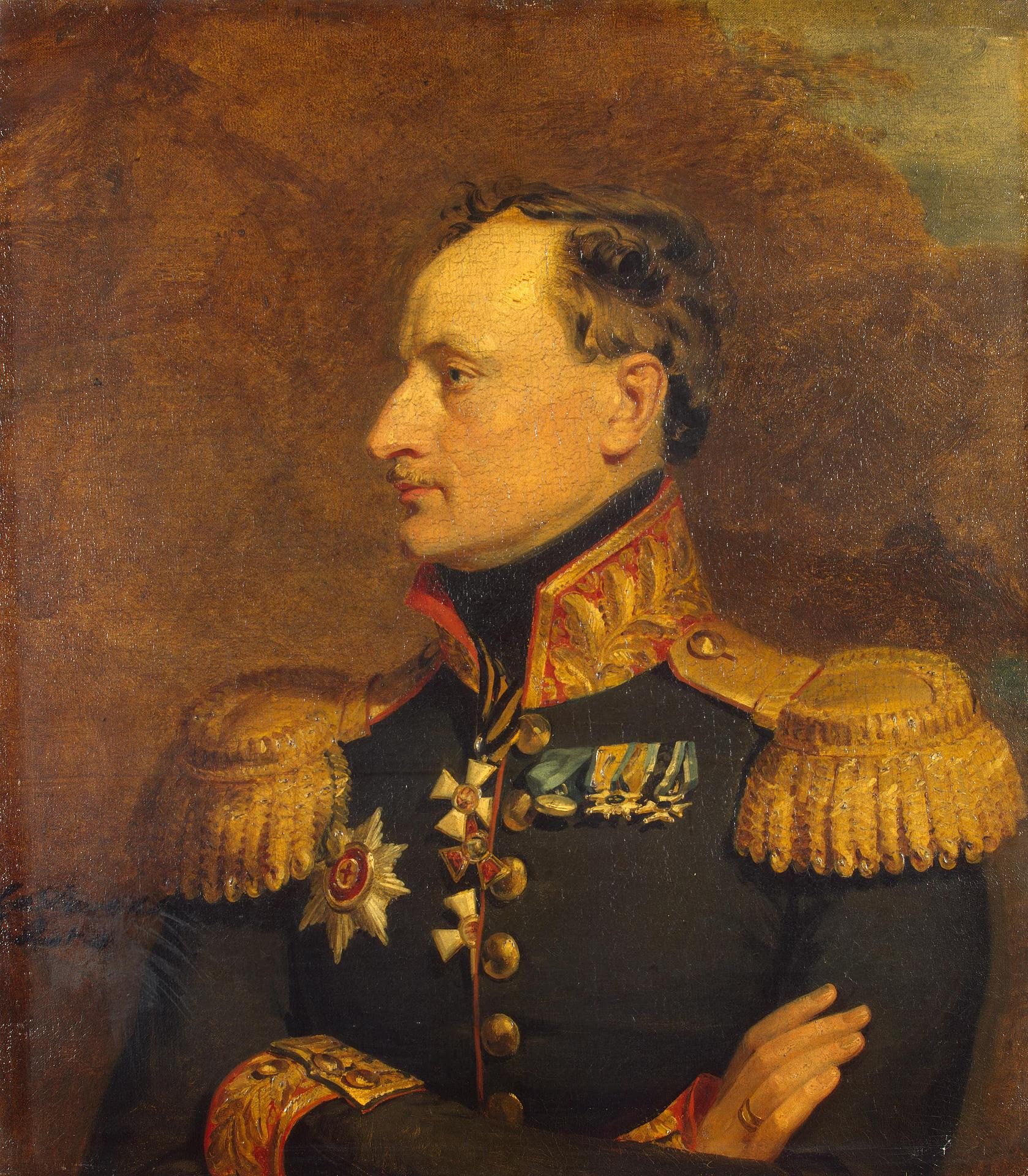
コンスタンチン・ベンケンドルフ、ジョージ・ダウ画

コンスタンチン・フリストフォロヴィチ・ベンケンドルフ（ロシア語: Константи́н Христофо́рович Бенкендо́рф, ドイツ語: コンスタンティン・フォン・ベンケンドルフ; Konstantin von Benckendorff, 1785年1月31日 - 1828年8月6日）は、ロシアの軍人、外交官。兄にアレクサンドル・ベンケンドルフ伯爵、妹にロンドン、パリの社交界に君臨して政治的影響力をふるったダリヤ・リーヴェン公爵夫人がいる。

## 生涯
バルト・ドイツ人貴族のクリストフ・フォン・ベンケンドルフ男爵の次男としてレヴァル（現在のエストニア領タリン）に生まれた。外交官訓練を経てプロイセンとナポリ王国で勤務したが、1812年にナポレオンのロシア侵攻が始まると、ロシア軍に従軍した。以後、カッセル、フルダ、ハーナウ、ランス、ソワソンの占領に参加した。1816年、終戦に伴い健康上の理由により退役した。
1820年、バーデン大公国および在ヴュルテンベルク王国全権公使に任ぜられた。1826年にロシア・ペルシア戦争が始まると、ロシアに帰国して再び従軍し、エチミアジンを占領し、エレバン郊外でクルド人を打ち破った。この時、ベンケンドルフ率いるロシア軍は、さらにアラス川を渡ってペルシア騎兵隊に勝利した。1828年、露土戦争にも参加したが、ブルガリアのプロヴァディヤでロシア軍を襲った伝染病に罹って亡くなった。死後、遺体は先に死別した妻が安置されたシュトゥットガルト郊外の霊廟に合葬されている。

## 子女

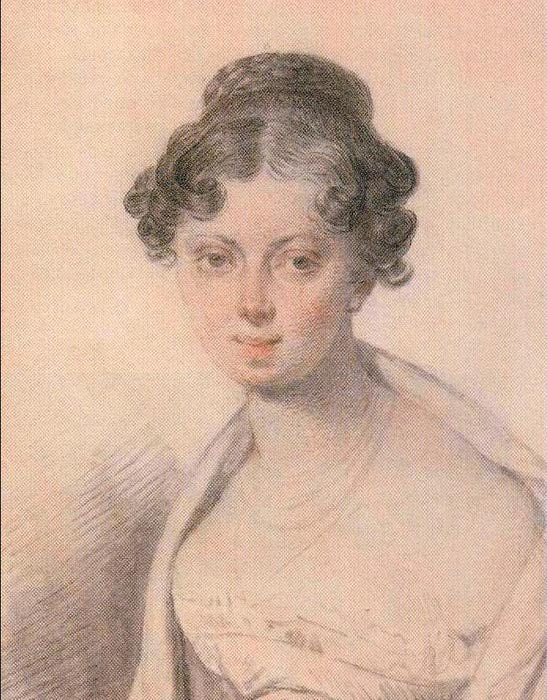
妻のナタリア・マクシーモヴナ

1814年9月1日、ベルリンでマグヌス ・フォン・アロファエウス伯爵の一人娘のナタリア・マクシーモヴナ（Natalia Maksimovna von Alopaeus、1796–1823）と結婚し、1男1女を儲けた。
- コンスタンチン・コンスタンチーノヴィチ（1816–1858） - ルイーゼ・フォン・クロイ公女と結婚
- マリア・コンスタンチーノヴナ（1818–1844） - パーヴェル・ゴレニシチェフ＝クトゥーゾフ＝トルストイ公爵と結婚